# Winter World University Games 2025/Teilnehmer (Belgien)
| Gelbes Symbol für Goldmedaillen mit stilisierten Olympischen Ringen | Graues Symbol für Silbermedaillen mit stilisierten Olympischen Ringen | Braundes Symbol für Bronzemedaillen mit stilisierten Olympischen Ringen |
| ------------------------------------------------------------------- | --------------------------------------------------------------------- | ----------------------------------------------------------------------- |
| —                                                                   | —                                                                     | —                                                                       |

Belgien nahm mit 11 Athleten (10 Männer und 1 Frau) an den Winter World University Games 2025 in Turin teil.

## Teilnehmer nach Sportarten

### Freestyle-Skiing
| Athleten        | Wettbewerbe | Platzierungsrunde | Platzierungsrunde | Vorläufe | Vorläufe | Halbfinale    | Finale        | Rang |
| Athleten        | Wettbewerbe | Zeit              | Rang              | Punkte   | Rang     | Rang          | Rang          | Rang |
| --------------- | ----------- | ----------------- | ----------------- | -------- | -------- | ------------- | ------------- | ---- |
| Männer          |             |                   |                   |          |          |               |               |      |
| François Meloni | Skicross    | 35,02 s           | 14                | 11       | 10       | ausgeschieden | ausgeschieden | 10   |

### Shorttrack
| Athleten        | Wettbewerbe | Qualifikation | Qualifikation | Vorlauf       | Vorlauf       | Viertelfinale | Viertelfinale | Halbfinale    | Halbfinale    | Finale        | Finale        | Rang |
| Athleten        | Wettbewerbe | Zeit          | Rang          | Zeit          | Rang          | Zeit          | Rang          | Zeit          | Rang          | Zeit          | Rang          | Rang |
| --------------- | ----------- | ------------- | ------------- | ------------- | ------------- | ------------- | ------------- | ------------- | ------------- | ------------- | ------------- | ---- |
| Männer          |             |               |               |               |               |               |               |               |               |               |               |      |
| Warre Noiron    | 500 m       | 42,697 s      | 3             | 43,210 s      | 4             | ausgeschieden | ausgeschieden | ausgeschieden | ausgeschieden | ausgeschieden | ausgeschieden | 15   |
| Warre Noiron    | 1000 m      | 1:27,889 min  | 4             | 1:27,889 min  | 4             | ausgeschieden | ausgeschieden | ausgeschieden | ausgeschieden | ausgeschieden | ausgeschieden | 31   |
| Warre Noiron    | 1500 m      | —             | —             | —             | —             | 2:34,556 min  | 4             | ausgeschieden | ausgeschieden | ausgeschieden | ausgeschieden | 28   |
| Fré Van Damme   | 500 m       | 43,137 s      | 4             | 43,210 s      | 4             | ausgeschieden | ausgeschieden | ausgeschieden | ausgeschieden | ausgeschieden | ausgeschieden | 30   |
| Fré Van Damme   | 1000 m      | 1:34,002 min  | 4             | ausgeschieden | ausgeschieden | ausgeschieden | ausgeschieden | ausgeschieden | ausgeschieden | ausgeschieden | ausgeschieden | 35   |
| Fré Van Damme   | 1500 m      | —             | —             | —             | —             | 2:47,660 min  | 6             | 2;24,159 min  | 6             | ausgeschieden | ausgeschieden | 18   |
| Warre Van Damme | 500 m       | 43,127 s      | 3             | 43,162 s      | 4             | ausgeschieden | ausgeschieden | ausgeschieden | ausgeschieden | ausgeschieden | ausgeschieden | 20   |
| Warre Van Damme | 1000 m      | 1:30,203 min  | 2             | 1:32,897 min  | 3             | 1:52,063 min  | 4             | ausgeschieden | ausgeschieden | ausgeschieden | ausgeschieden | 16   |
| Warre Van Damme | 1500 m      | —             | —             | —             | —             | PEN           | PEN           | ausgeschieden | ausgeschieden | ausgeschieden | ausgeschieden | 45   |

### Ski Alpin
| Athleten        | Wettbewerbe        | 1. Lauf     | 1. Lauf | 2. Lauf     | 2. Lauf | Gesamt      | Gesamt |
| Athleten        | Wettbewerbe        | Zeit        | Rang    | Zeit        | Rang    | Zeit        | Rang   |
| --------------- | ------------------ | ----------- | ------- | ----------- | ------- | ----------- | ------ |
| Frauen          |                    |             |         |             |         |             |        |
| Maureen Lambert | Super-G            | —           | —       | —           | —       | 1:11,37 min | 26     |
| Maureen Lambert | Riesenslalom       | 1:17,56 min |         | 1:15,81 min |         | 2:33,37 min | 50     |
| Maureen Lambert | Slalom             | 51,50 s     | 54      | 50,11 s     | 50      | 1:41,61 min | 50     |
| Maureen Lambert | Alpine Kombination | 1:11,96 min | 30      | 58,97 s     | 27      | 2:10,93 min | 27     |
| Männer          |                    |             |         |             |         |             |        |
| Robin Wyffels   | Riesenslalom       | 1:05,59 min | 54      | 1:06,89 min | 52      | 2:12,48 min | 49     |
| Robin Wyffels   | Slalom             | DNF         | DNF     | DNF         | DNF     | DNF         | DNF    |
| Vico Aerts      | Riesenslalom       | 1:07,80 min | 67      | DNF         | DNF     | DNF         | DNF    |
| Vico Aerts      | Slalom             | 46,19 s     | 46      | 43,68 s     | 34      | 1:29,87 min | 35     |
| Louis Stander   | Riesenslalom       | DNF         | DNF     | DNF         | DNF     | DNF         | DNF    |
| Louis Stander   | Slalom             | DNF         | DNF     | DNF         | DNF     | DNF         | DNF    |
| Ioannis Bouas   | Riesenslalom       | 1:03,88 min | 41      | 1:04,53 min | 32      | 2:08,41 min | 34     |
| Ioannis Bouas   | Slalom             | 43,22 s     | 30      | 41,71 s     | 37      | 1:24,93 min | 26     |
| Christos Bouas  | Riesenslalom       | 1:07,84 min | 68      | 1:08,26 min | 59      | 2:16,10 min | 59     |
| Christos Bouas  | Slalom             | DNF         | DNF     | DNF         | DNF     | DNF         | DNF    |
| Stef van Orten  | Riesenslalom       | DNF         | DNF     | DNF         | DNF     | DNF         | DNF    |
| Stef van Orten  | Slalom             | 45,23 s     | 43      | 44,34 s     | 36      | 1:29,57 min | 33     |